# Struthanthus dichotrianthus
Struthanthus dichotrianthus är en tvåhjärtbladig växtart som beskrevs av August Wilhelm Eichler. Struthanthus dichotrianthus ingår i släktet Struthanthus och familjen Loranthaceae. Inga underarter finns listade i Catalogue of Life.